# Jodocus Andreas Hiltebrandt
Jodocus Andreas Hiltebrandt (*  19. Januar 1667 in Bahn in Hinterpommern; † 20. Oktober 1746 in Stargard in Hinterpommern) war ein deutscher lutherischer Theologe.
Hiltebrandt, Sohn des in Stettin  geborenen Bahner Ortspfarrers Konrad Karl Hiltebrandt (1629–1679),  studierte in Stettin und Berlin sowie an den Universitäten Rostock und Frankfurt an der Oder. 1692 wurde er Baccalaureus zu Alt-Stettin und 1694 Frühprediger in der Marienkirche in Stargard. 1724 wurde er Archidiakonus.

## Werke (Auswahl)
- Verzeichnis der Hirten nach Gottes Herzen usw. der Stadt Neu-Stargard an der Ihna, in den beiden Oberständen, von Ao. 1524–1724. Alten Stettin 1724.